# Eden (Charleroi)
Pour les articles homonymes, voir Eden.
L'Eden est une salle de spectacle hébergeant le Charleroi Academy  (Centre culturel régional) située au boulevard Jacques Bertrand à Charleroi en Belgique. Le bâtiment a été construit par Auguste Cador vers la fin du XIXe siècle et a été rénové par les architectes Lhoas&Lhoas (années 1990) et Réservoir A (années 2010). Le bâtiment est adjacent à la maison de la laïcité et partage une chronologie de rénovation contemporaine.

## Architecture

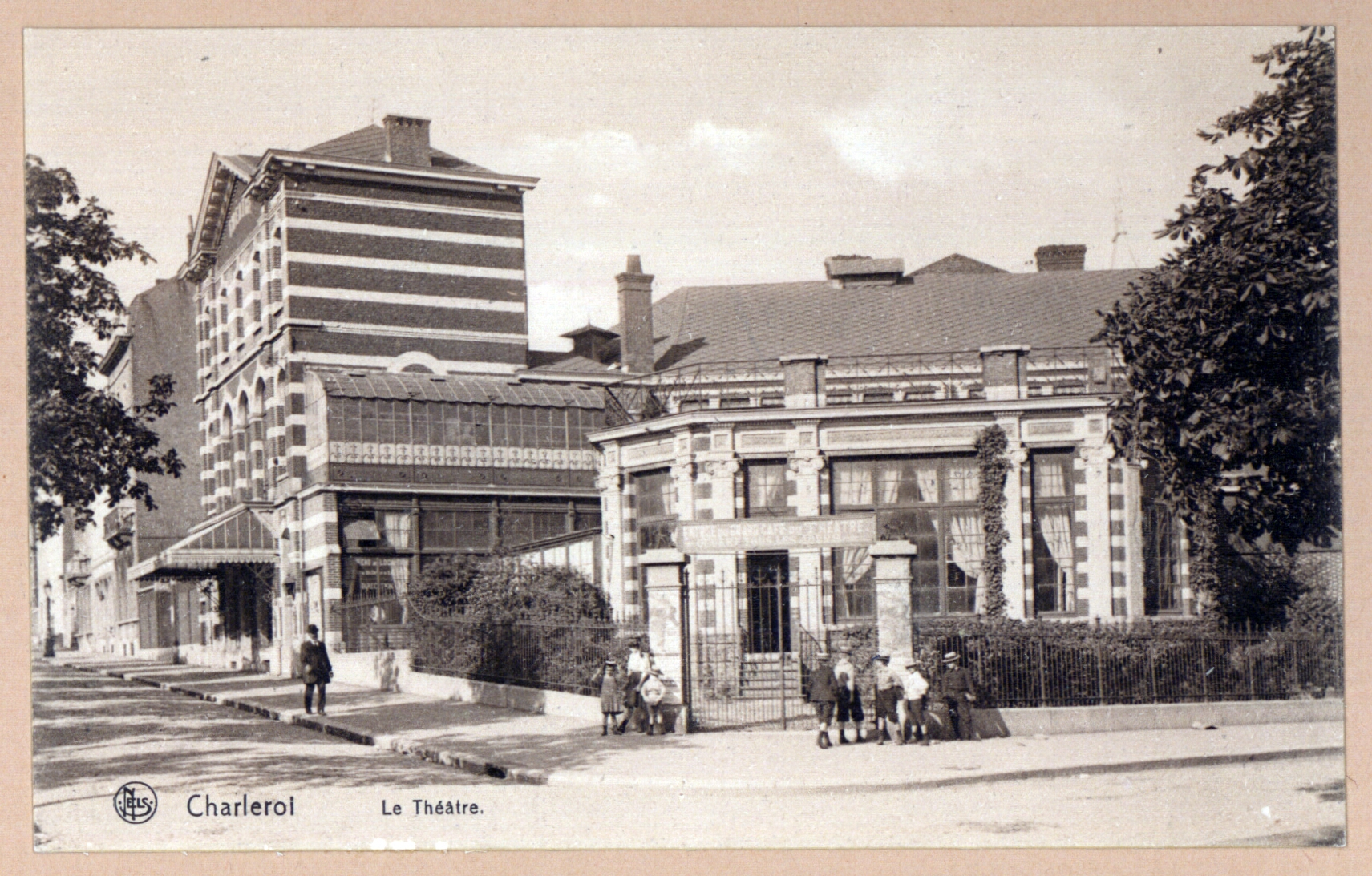
Ancienne carte postale représentant le théâtre de l'Eden.

Ancien complexe récréatif bâti par l'architecte Auguste Cador dans le dernier quart du XIXe siècle.
Corps principal élevé en briques et calcaire, probablement en 1885, et présentant une façade de trois niveaux et cinq travées de baies cintrées sous fronton triangulaire masquant la toiture à croupes d'éternit. Prolongement du volume vers la rue de France, avec façade tardive fort simple, structurée par des pilastres de briques.
A l'angle, petit bâtiment bas conçu en 1891, rythmé en façades par des pilastres encadrant de hautes baies à linteau métallique.

## Centre culturel
L’Eden est un Centre culturel et un Centre d’Expression et de Créativité. Ses missions sont fixées par le décret relatif aux centres culturels du 21 novembre 2013. 
L'Eden héberge aussi Charleroi Academy.